# Ioachim Fulea
Ioachim Fulea (n. 20 septembrie 1844, Rahău, județul Alba – d. 20 septembrie 1921, Alba Iulia) a fost un deputat în Marea Adunare Națională de la Alba Iulia, organismul legislativ reprezentativ al „tuturor românilor din Transilvania, Banat și Țara Ungurească”, cel care a adoptat hotărârea privind Unirea Transilvaniei cu România, la 1 decembrie 1918.:p. 77

## Biografie
Ioachim Fulea, a absolvit clasele liceale în Alba Iulia, apoi studiat dreptul la Sibiu unde și-a luat diploma de advocat, funcționând mai întâi la Sebeș-Alba și mai târziu la Alba Iulia. A fost director al Băncii “Iulia” și al Băncii Centrale pentru Industrie și Comerț din Cluj. S-a pensionat în anul 1920. A decedat la 20 septembrie 1921 la Alba Iulia.:p. 108

## Activitatea politică

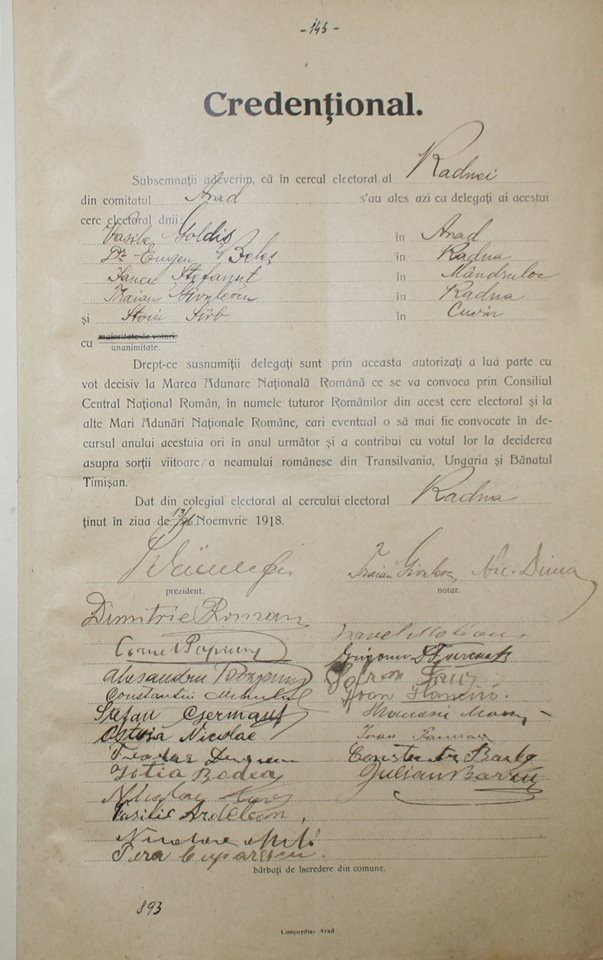
Credențional

Ca deputat în Adunarea Națională din 1 decembrie 1918 a reprezentat Cercul Electoral Alba Iulia.:p. 77:p. 16